# Nophis luteus
Nophis luteus är en insektsart som beskrevs av Hölzel 1972. Nophis luteus ingår i släktet Nophis och familjen myrlejonsländor. Inga underarter finns listade i Catalogue of Life.